# 티치나 아널드
티시나 아널드(영어: Tichina Arnold, 영어 발음: /tɪˈʃiːnə/, 1969년 6월 28일 ~ )는 미국의 배우, 가수이다.

## 출연 작품

### 영화
- 흡혈 식물 대소동 (1986)
- 카운트다운 (2019) - 간호사 에이미 역
- 더 라스트 블랙 맨 인 샌프란시스코 (2019)
- 매직 마스크 레슬러 (2020) - 할머니 역

### 텔레비전
- 크리스는 괴로워 (2005-09)
- 레이징 호프 (2011)
- 해필리 디보스트 (2011-13)